# リンドウ属
リンドウ属（リンドウぞく、Gentiana）はリンドウ科の属の一つ。
多年草、一年草、越年草で、茎は直立し、葉は対生または輪生する。花は主に紫色で、茎の先や葉のわきにつく。花冠はふつう5裂し、裂片の間に副片がある。
世界に広く分布し、約500種ある。日本には13種知られている。

## 主な種

### 一年草、越年草
- フデリンドウ Gentiana zollingeri
- コケリンドウ Gentiana squarrosa
  - リュウキュウコケリンドウ Gentiana squarrosa var. liukiuensis
- ハルリンドウ Gentiana thunbergii
  - タテヤマリンドウ Gentiana thunbergii var. minor
- ヒナリンドウ Gentiana aquatica
  - コヒナリンドウ Gentiana aquatica var. laeviuscula

### 多年草
- ミヤマリンドウ Gentiana nipponica
  - イイデリンドウ Gentiana nipponica var. robusta
- リシリリンドウ Gentiana jamesii
- トウヤクリンドウ Gentiana algida
- ヨコヤマリンドウ Gentiana glauca
- アサマリンドウ Gentiana sikokiana
- Gentiana scabra
  - リンドウ Gentiana scabra var. buergeri
- Gentiana triflora
  - エゾリンドウ Gentiana triflora var. japonica
    - エゾオヤマリンドウ Gentiana triflora var. japonica subvar. montana
    - ホロムイリンドウ Gentiana triflora var. japonica subvar. horomuiensis
- オヤマリンドウ Gentiana makinoi
- ヤクシマリンドウ Gentiana yakushimensis
- ゲンチアナ Gentiana lutea

## ギャラリー

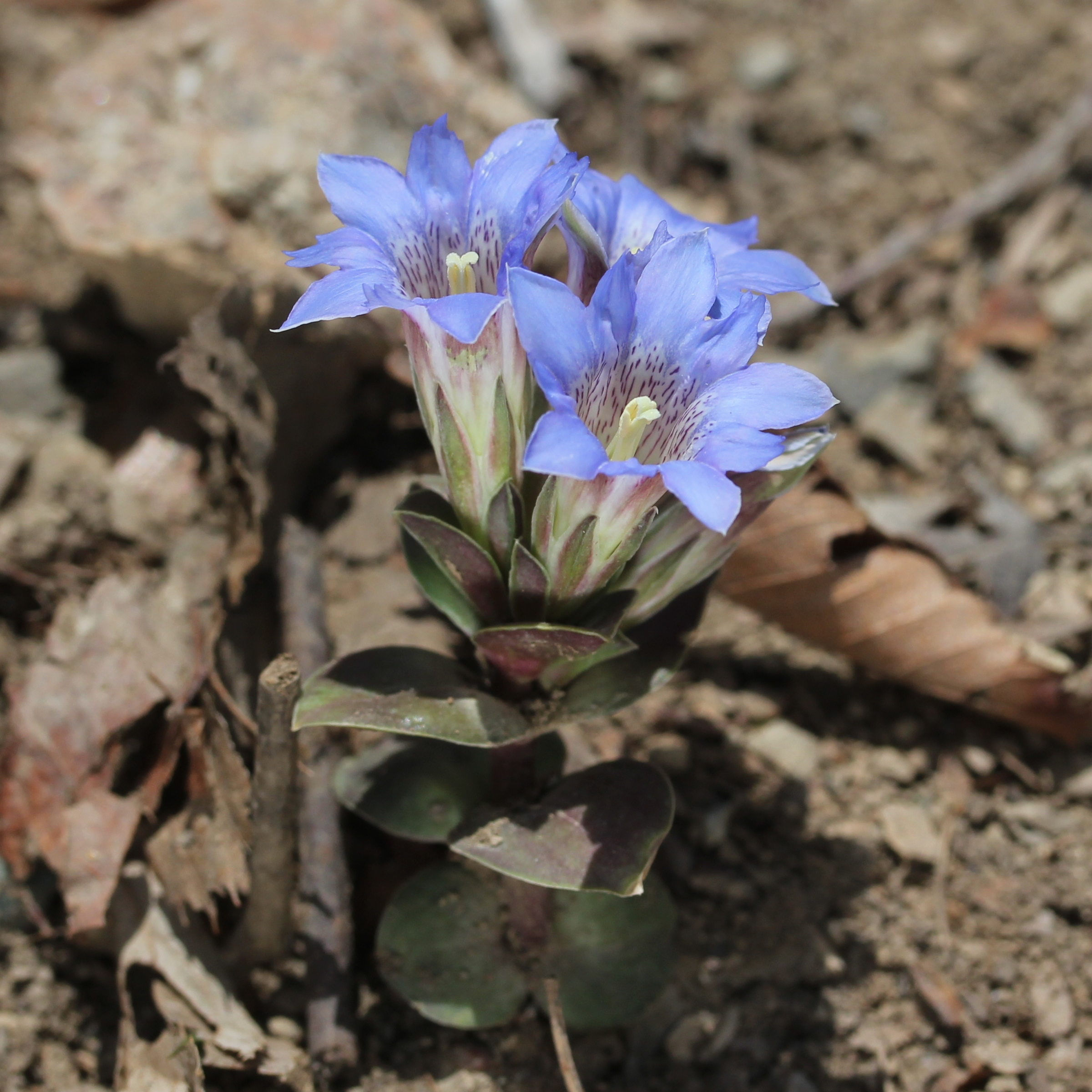
フデリンドウ
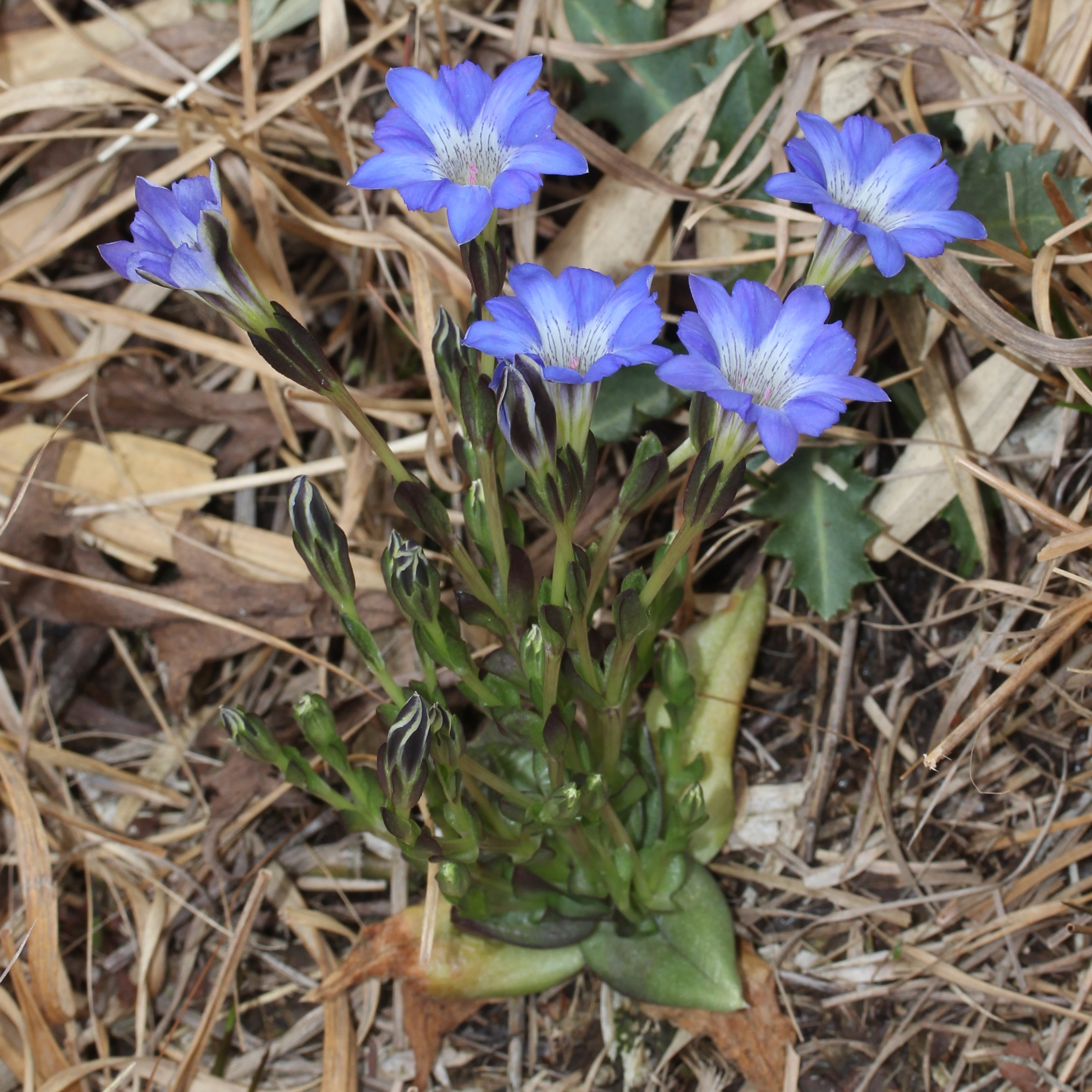
ハルリンドウ
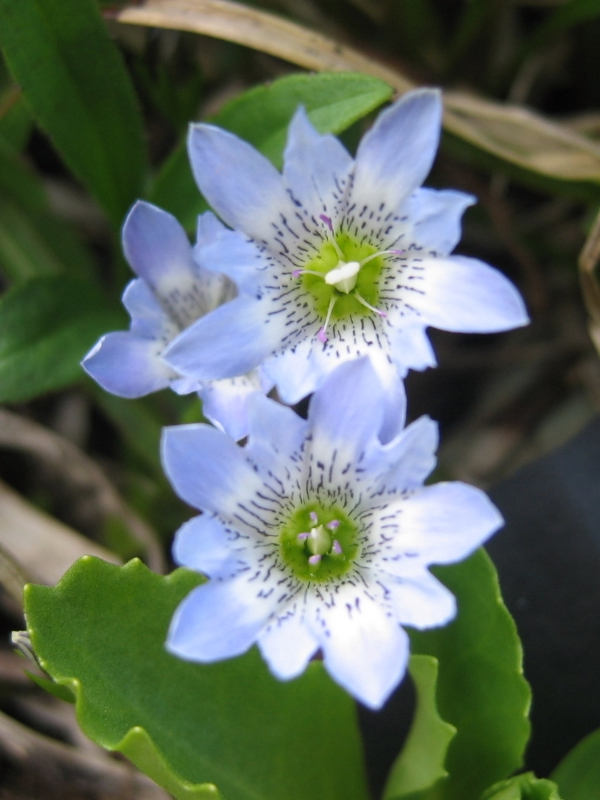
タテヤマリンドウ
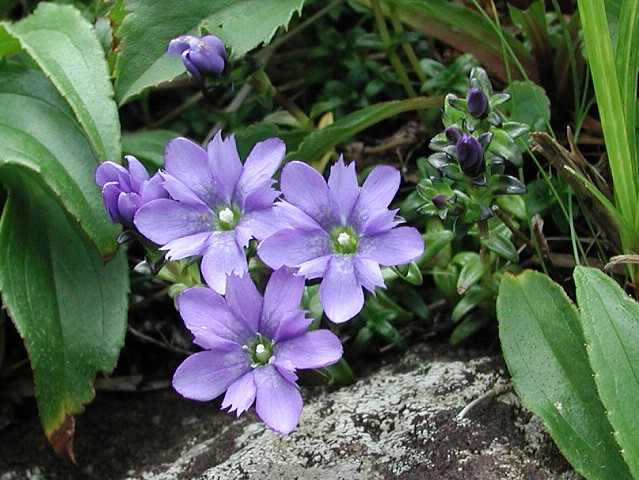
ミヤマリンドウ
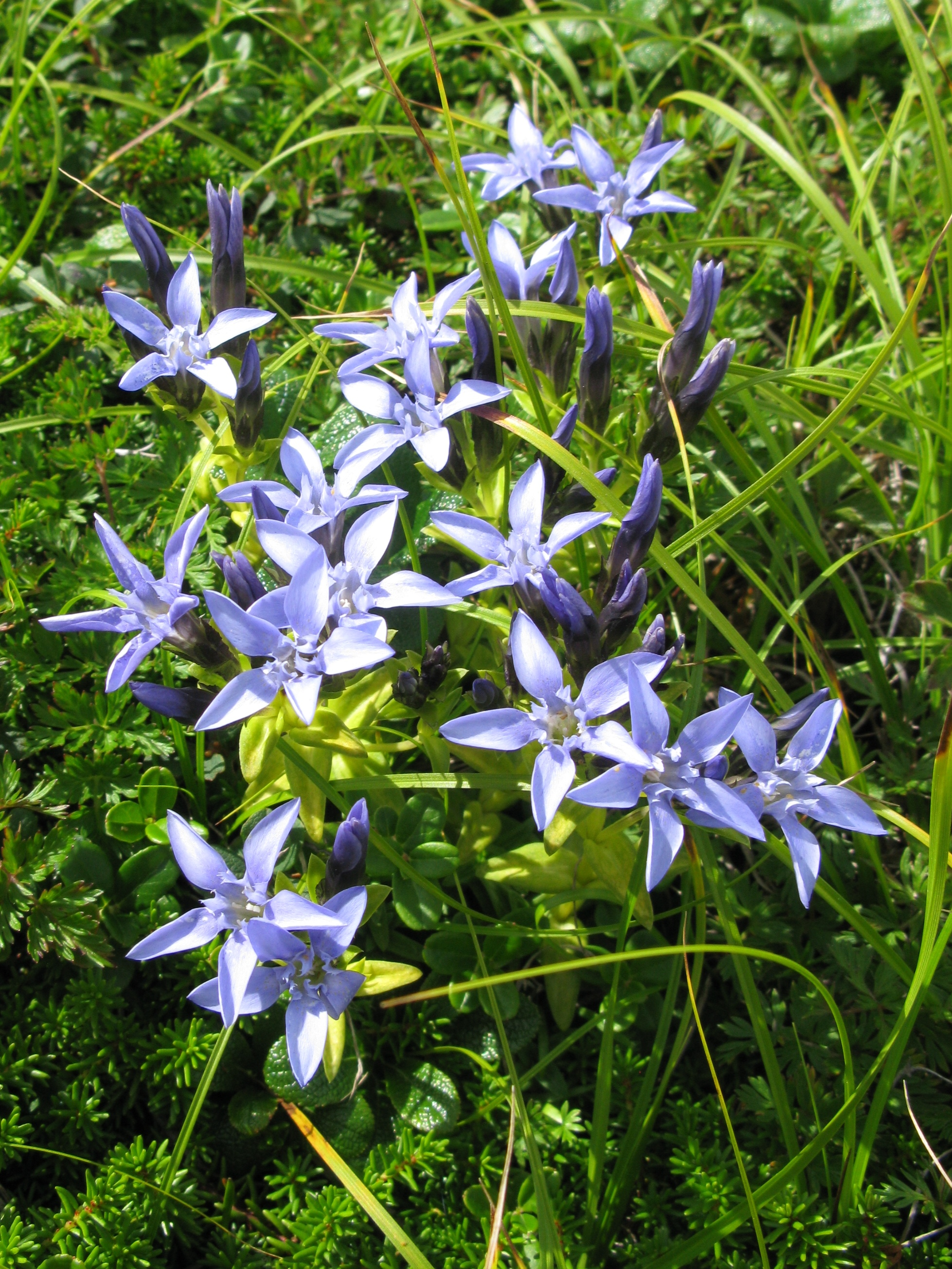
イイデリンドウ
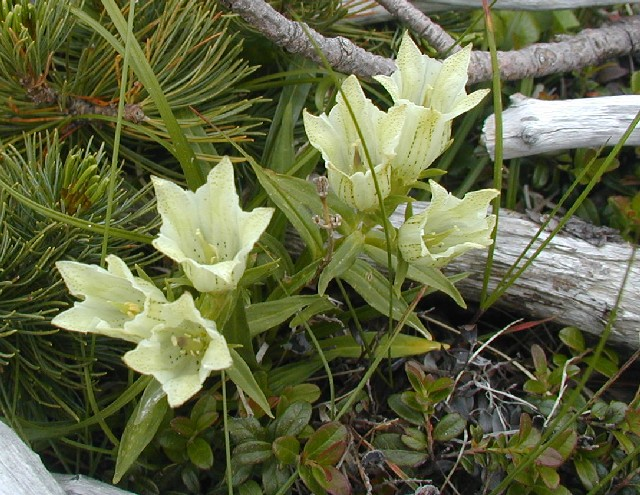
トウヤクリンドウ
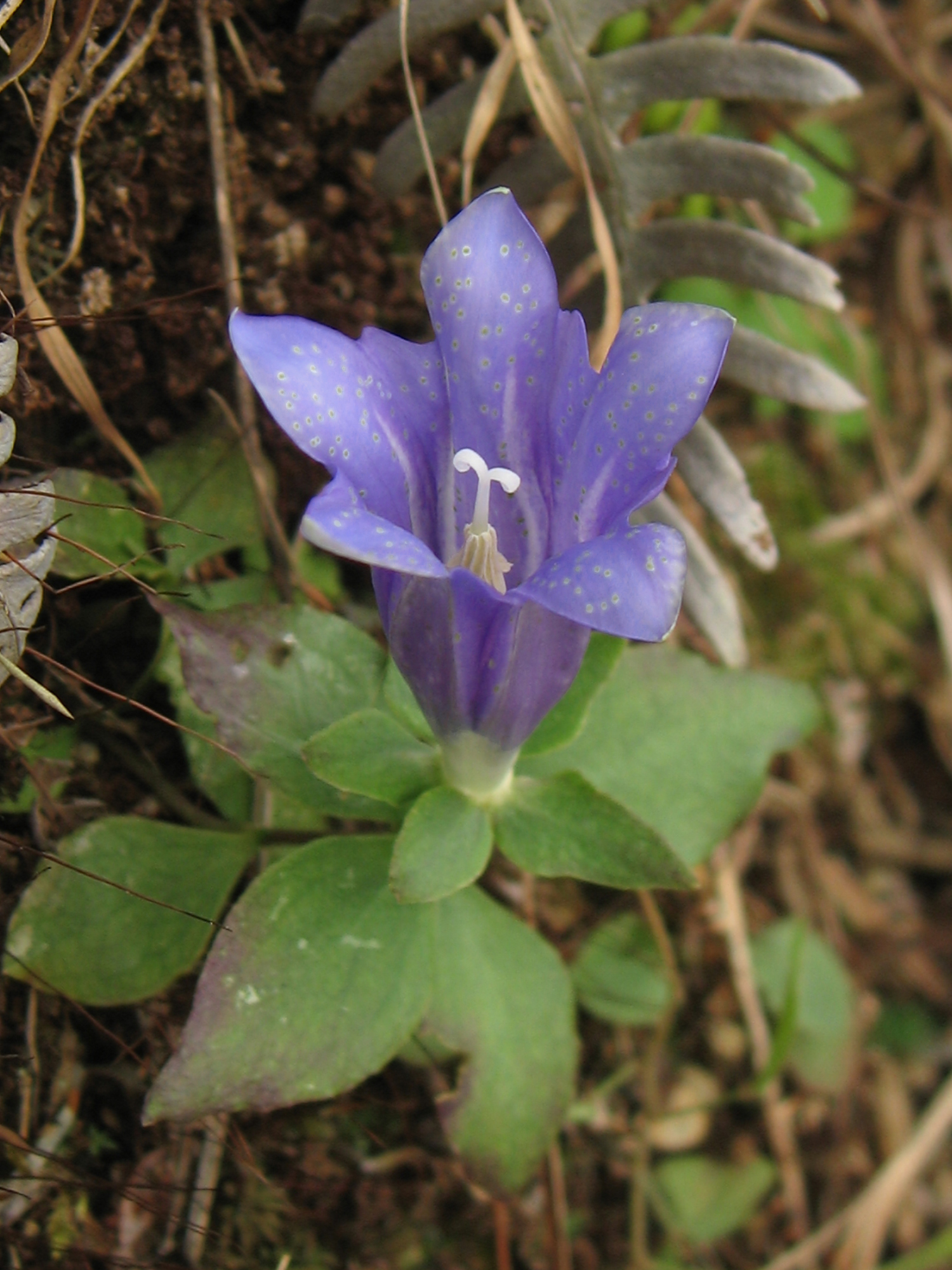
アサマリンドウ
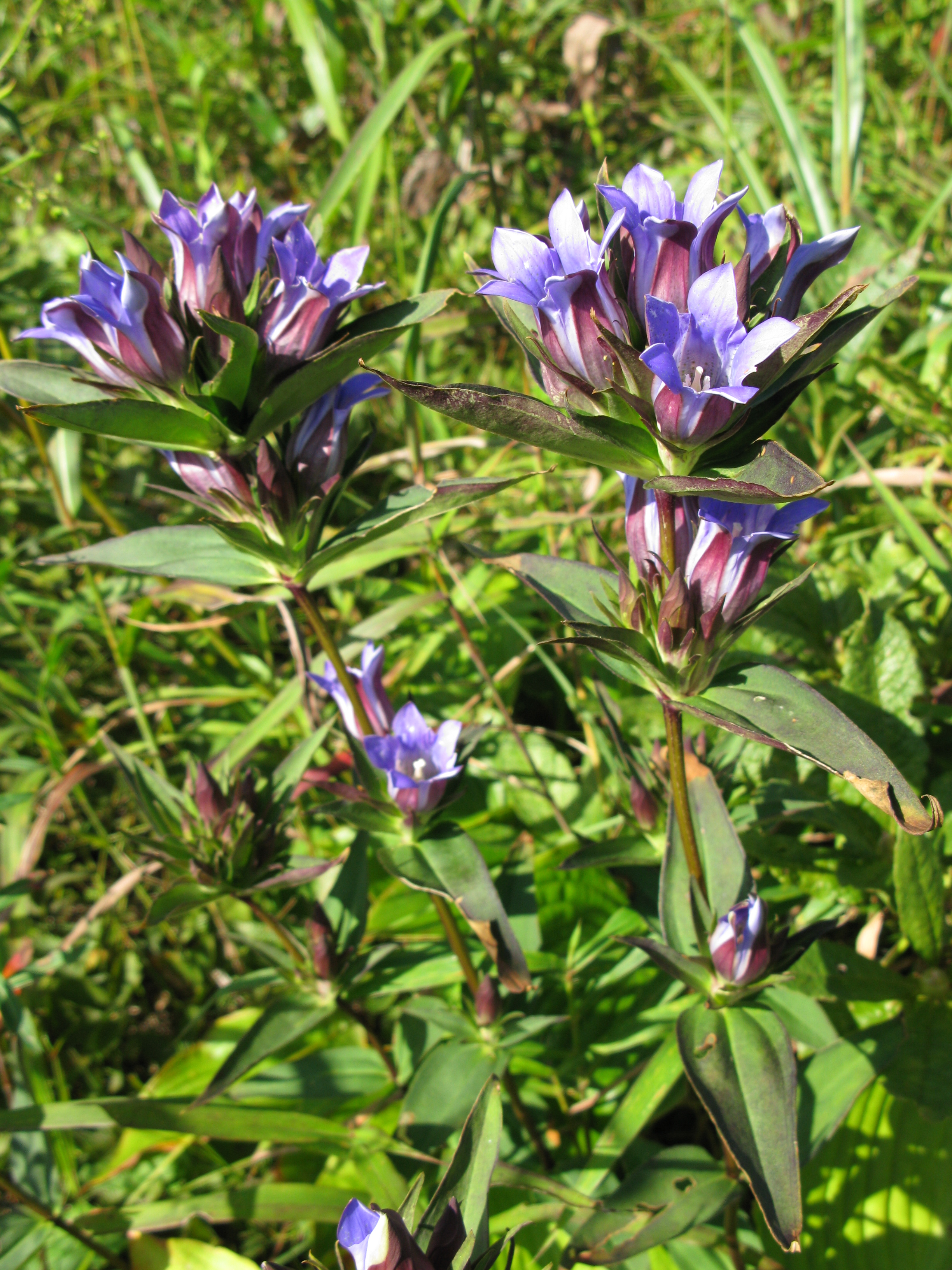
リンドウ
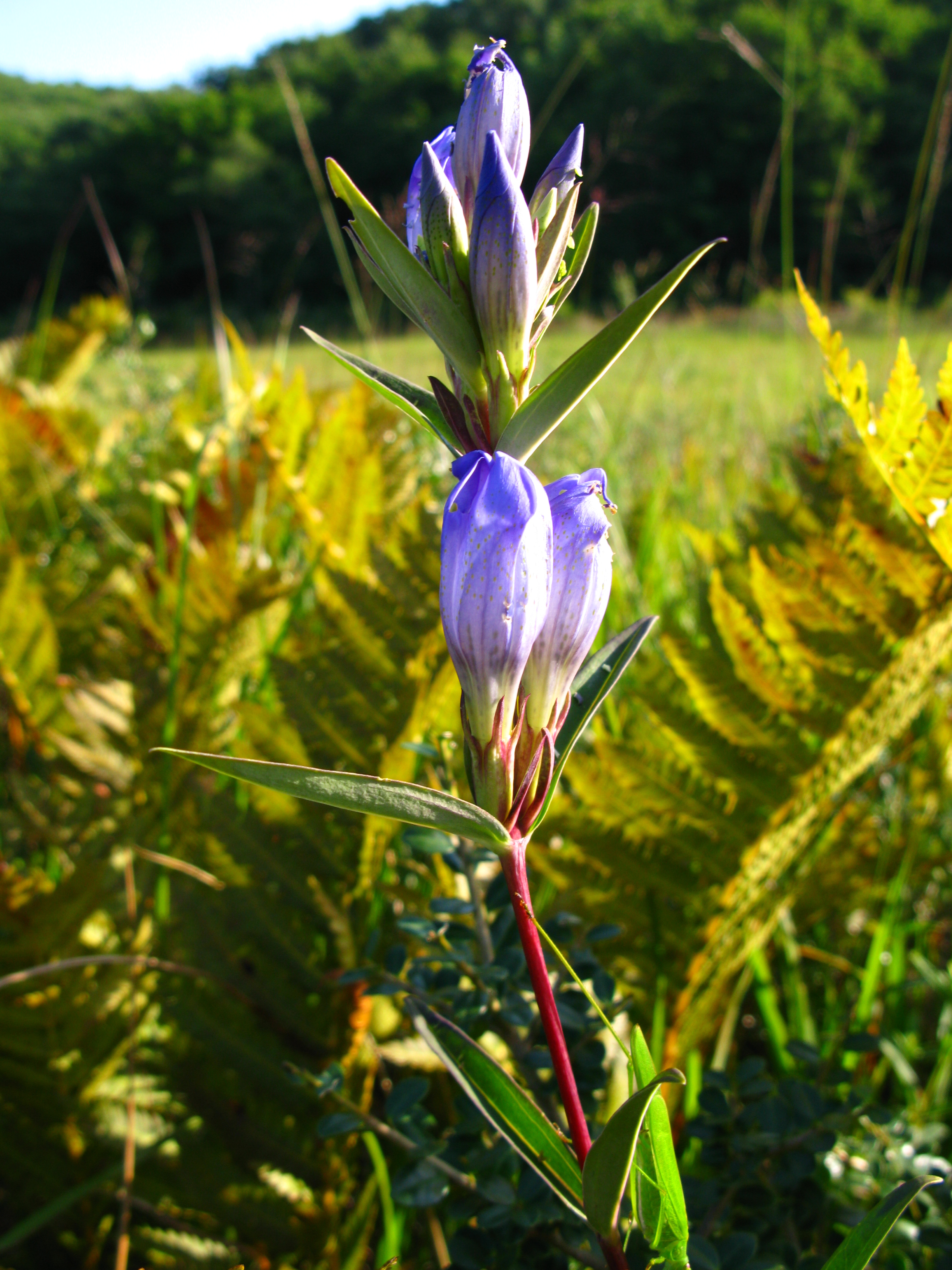
エゾリンドウ
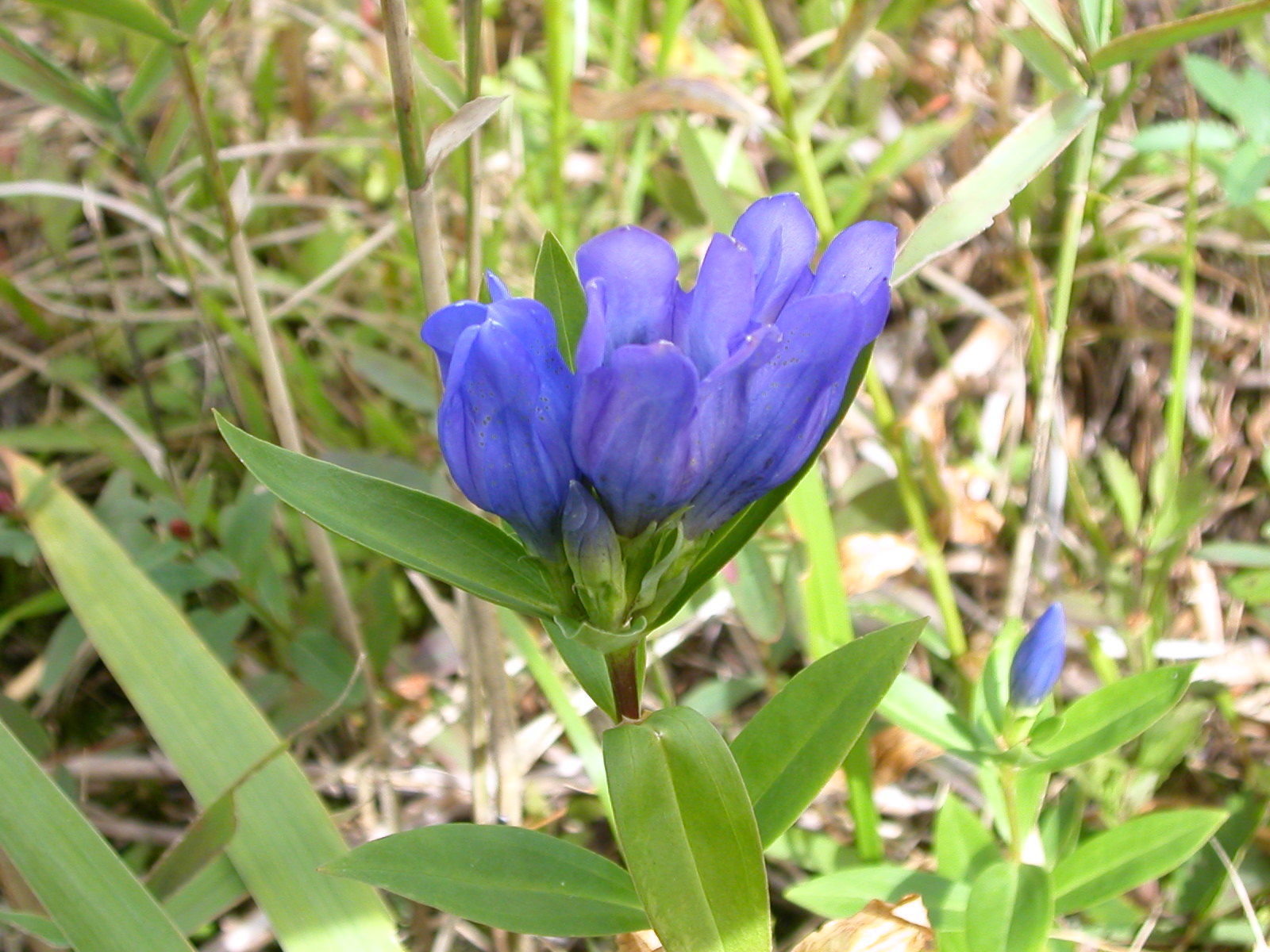
オヤマリンドウ
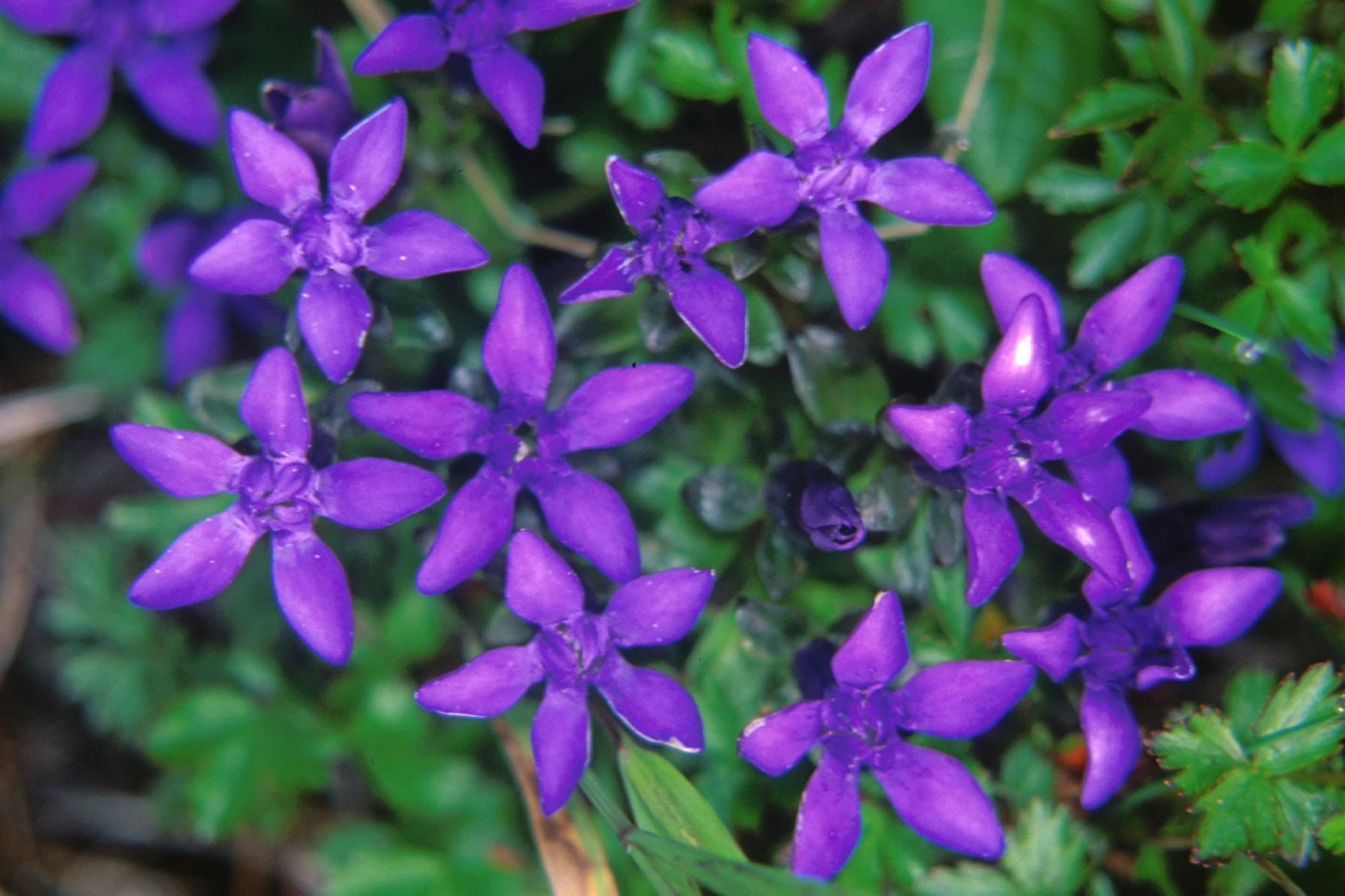
リシリリンドウ